# Wärmepreis
Der Wärmepreis ist eine wirtschaftliche Kennzahl zur Bewertung von Heizungs- und anderen Wärmeversorgungsanlagen. Er steht für den über die Lebensdauer konstanten Preis, der von einem Nutzer für die bereitgestellte Wärme zu verlangen wäre, damit der Kapitalwert der Investition gerade null ergäbe. Ab diesem Preis wäre die Investition wirtschaftlich positiv zu bewerten.
Dies führt zu folgender Formel:
Wärmepreis = Annuität der Investition / Jahreswärmebereitstellung
Die Annuität der Investition beinhaltet neben der eigentlichen Investition die Betriebs-, Wartungs- und sonstige Kosten (vgl. Kapitalwert).
Der Wärmepreis wird  je nach Größe des Wärmeerzeugers üblicherweise in Cent/kWh, €/kWh oder €/MWh angegeben.
Alternativ spricht man auch von Wärmegestehungskosten.

## Interpretation
Der Wärmepreis ist eine Bewertungsmöglichkeit von miteinander konkurrierenden Wärmeversorgungsanlagen. Er darf allerdings nicht mit den reinen Verbrauchskosten wie z. B. dem Gaspreis in Cent/kWh verglichen werden, da hier weder die Investitionskosten noch Wartungskosten oder Bereitstellungskosten enthalten sind. Zu beachten ist auch, dass der Wärmepreis über die gesamte Lebensdauer konstant bleibt, während Energiepreise veränderlich sind.
Eine Umformung obiger Formel führt zu folgender Interpretation: 
Wärmepreis = Kapitalwert der Investition / mit dem  Barwertfaktor abgezinste während der gesamten Lebensdauer bereitgestellte Wärme

## Beispiel
Eine fiktive Energieanlage liefert 50.000 kWh im Jahr. Die Investition kostet 100.000 € und die Anlage hat eine Lebensdauer von 10 Jahren. Der Betrachtungszeitraum beträgt ebenfalls 10 Jahre, es fallen also keine Ersatzbeschaffungen an und es ergeben sich keine Restwerte. Bei einem Kalkulationszinssatz von 6 % ergibt sich ein Annuitätenfaktor von 0,136. Die Annuität der Investition ist somit 13.600 €. Der Wärmepreis ist dann 13.600 € / 50.000 kWh = 27,2 Cent/kWh. Anm.: Bedarfsgebundene, betriebsgebundene und sonstige Kosten wurden der Einfachheit halber vernachlässigt.